# 7e armée de chars
 (mars 2018).
Si vous disposez d'ouvrages ou d'articles de référence ou si vous connaissez des sites web de qualité traitant du thème abordé ici, merci de compléter l'article en donnant les références utiles à sa vérifiabilité et en les liant à la section « Notes et références ».
Pour les articles homonymes, voir 7e armée.
La 7e armée de chars (en russe : 7-я танковая армия) est une grande unité de l'Armée soviétique lors de la guerre froide.

## Historique
L'unité est mise sur pied à Łódź en Pologne sous le nom de 7e armée mécanisée en avril 1946 en convertissant la 65e armée. Dès le 20 décembre, elle est réduite à la taille d'une division de mobilisation (mise sur pied qu'en cas de risque de guerre), ses divisions devenant de simple régiments, avec QG à Borisov en Biélorussie. Le 21 mars 1950, elle est remise au rang d'armée mécanisée, regroupant la 10e division de chars ainsi que les 15e et 27e divisions mécanisées de la Garde.
En 1957, la 7e armée mécanisée prend le nom de 7e armée de chars, composée des 34e (en), 39e (en) et 47e divisions de chars (en). Par décret du Praesidium du Soviet suprême du 15 janvier 1974, l'armée reçoit l'ordre du Drapeau rouge.
Après la dislocation de l'URSS, la 7e armée de chars fait partie des forces armées biélorusses ; en 1993, elle est de nouveau réduite, devenant le 7e corps d'armée, renommé en 1994 64e corps d'armée. En décembre 2001, le corps devient le Commandement opérationnel du Nord-Ouest, composée essentiellement d'une brigade mécanisée, d'une brigade d'artillerie et d'une brigade de missiles anti-aériens et la base aérienne de Borovitsy.